# Phoenicanthus
Phoenicanthus este un gen de plante angiosperme din familia Annonaceae.

Cladograma conform Catalogue of Life:
| Phoenicanthus | \| \| Phoenicanthus coriaceus \| \| \| \| \| \| Phoenicanthus obliquus \| \| \| \| |
|               | \| \| Phoenicanthus coriaceus \| \| \| \| \| \| Phoenicanthus obliquus \| \| \| \| |
|               | Phoenicanthus coriaceus                                                            |
|               |                                                                                    |
|               | Phoenicanthus obliquus                                                             |
|               |                                                                                    |